# Scotty Lago
Scotty Lago (Seabrook, 12 de novembro de 1987) é um snowboarder estadunidense . Ele foi o último campeão mundial de quarterpipe em 2004, e medalhista de bronze dos Jogos Olímpicos de Inverno de 2010.